# Gerhard Graf-Martinez

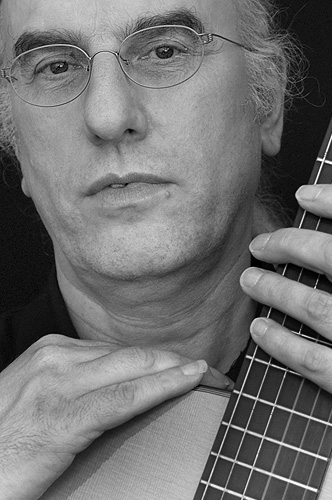
Gerhard Graf-Martinez, 2008

Gerhard Graf-Martinez (* 12. März 1952 in Schorndorf bei Stuttgart) ist ein deutscher Flamenco-Gitarrist und -Komponist, sowie Autor von Lehrwerken für Flamenco-Gitarre.

## Lebenslauf
Der in Schorndorf in Baden-Württemberg geborene und aufgewachsene Gerhard Graf-Martinez sammelte 1967 als Autodidakt in der Rock- und Bluesmusik erste musikalische Erfahrungen. Ab 1971 widmete er sich dem Spiel der Klassischen Gitarre, bevor er sich der Flamencogitarre zuwandte, wobei der mit ihm befreundete deutsche Flamencogitarrist Manolo Lohnes zu seinen ersten Vorbildern gehörte.
Mit der Flamenco-Tänzerin und Fotografin Elke Stolzenberg („La Rubia“) trat er 1979 im Fernsehen auf und ging mit ihr auf Tournee. Ab 1981 wirkte er als freier Mitarbeiter beim SDR Stuttgart.
Im Jahr 1982 gründete er die Gruppe Modo Nuevo mit Capo Mayer (Bass) und Michael Kersting (Schlagzeug), die 1985 Vorgruppe John McLaughlins war, und mit der er 1987 ein Album veröffentlichte, dem unter anderem Auftritte im Fernsehen und eine DDR-Tournee folgten. 

In den Jahren 1983 und 1984 organisierte Graf-Martinez Flamencogitarrenkurse mit Andrés Batista. Als Mitglied der „Peña Flamenca Sierra Blanca Marbella“ veranstaltete er von 1984 bis 1987 den „Curso Internacional de la Guitarra Flamenca“ in Marbella (Málaga). Von 1987 bis 1989 war er bundesweit und in der damaligen DDR als Duopartner mit Thomas Friz (Zupfgeigenhansel) unterwegs.
Im Jahr 1990 gründete er die Schorndorfer Gitarrentage, die er bis 1994 leitete. Im Jahr 1991 gastierte er bei Tourneen in Frankreich, Schweiz, Liechtenstein, Italien und Österreich; zudem hatte er einige TV-Auftritte. In den Jahren 1989 bis 1996 wurde er zu vielen Workshops und Gitarren-Seminaren, u. a. zu den jährlich stattfindenden internationalen Gitarren-Wochen Lienz, Salzburg, Vaduz, als Dozent eingeladen. Im gleichen Zeitraum tourte er im 1992 gegründeten Ensemble Lela de Fuenteprado & Ensemble mit seiner Frau, der Flamenco-Tänzerin Lela de Fuenteprado, die bis 2020 Inhaberin eines Flamencostudios in Schorndorf war, durch Europa.
1994 erschien seine zweibändige Flamenco-Gitarrenschule, die in einer englischen Übersetzung auch international vertrieben wurde, und der in den folgenden Jahren weitere Unterrichtsmedien, sowie verschiedene Versionen eines von ihm entwickelten Flamenco-Metronoms folgten. 2005 erhielt er den Deutschen Bildungsmedienpreis und die Comeniusmedaille für seine DVD „Flamenco Guitar“. Die im Jahr 2008 erschienene DVD „Gipsy Guitar - Rumbas flamencas ... y mas“ wurde für den „digita 2009“ nominiert und erhielt die Comenius EduMedia Auszeichnung der GPI 2009.
Gerhard Graf-Martinez lebt und arbeitet als Gitarrenlehrer in Urbach.

## Publikationen

### Schriften
- Flamenco-Gitarrenschule. 2 Bände. B. Schott’s Söhne, Mainz u. a. 1994 (= Edition Schott. 8253–8254), ISBN 3-7957-5083-0 und ISBN 3-7957-5765-7.
- DVD – Flamenco-Gitarrenschule Vol. 1/2 (de/en PAL) – Schott SMS 117 / 118, dto. Flamenco Guitar Method Vol 1/2 (en NTSC) – Schott SMS 119 / 120
- Gipsy Guitar. Rumbas flamencas y mas. Schott, Mainz (= Edition Schott. 8396). Play-Along-Album – Notenbuch mit 2 Audio-CDs.
- DVD Gipsy Guitar Rumbas flamencas (2008) – Schott SMS 127
- Flamenco Guitar Technics (Deutsch | Español | English) – Notenbuch (Print) und iBook (ePub)

- Vol. 1: Arpegios – Rasgueados – ISMN 979-0-9000067-0-7
- Vol. 2: Picados – Escalas – Ligados – ISMN 979-0-9000067-1-4
- Vol. 3: Acordes – Cadencias – ISMN 979-0-9000067-2-1

- Gmünder Straße 36 – Wurzeln (Zwischen Musikwerkstatt und Manufaktur Schorndorf) ISBN 978-3-7460-7890-8; E-Book (ePub) ISBN 978-3-7460-7275-3

### Software
- Flamenco-Metronom Graf-Martinez – Software für Mac/Win
- Flametro – Flamenco-Metronom iOS App
- FlamencoPercusión – Softwareversionen für Logic, GarageBand, Cubase, GarageBand iOS

### Diskografie
- Modo Nuevo – Flamenco Latino. Boulevard Records 1987